# علم النفس العصبي المعرفي

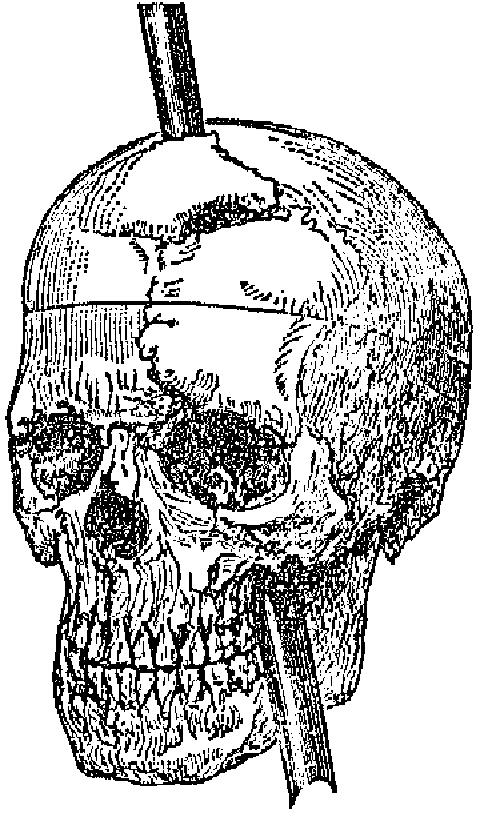

علم النفس العصبي المعرفي هو فرع من علم النفس المعرفي الذي يهدف إلى فهم كيفية ارتباط بنية ووظيفة الدماغ بالعمليات النفسية النوعية. علم النفس المعرفي هو العلم الذي يبحث في الكيفية التي تكون بها العمليات العقلية مسؤولة عن قدراتنا المعرفية في تخزين وإنتاج ذكريات جديدة، وإنتاج اللغة، والتعرف على الأشخاص والأشياء، بالإضافة إلى قدرتنا على التفكير العقلاني وحل المشاكل. يركز علم النفس العصبي المعرفي بشكل خاص على دراسة الآثار المعرفية لأذية دماغية أو مرض عصبي بهدف استنباط نماذج خاصة بالوظيفية المعرفية الطبيعية. تستند الأدلة على الدراسات المتعلقة بحالات لمرضى يعانون من إصابات فردية في الدماغ ويظهرون عوزًا في باحات دماغية والحالات المتعلقة بمرضى لديهم تفارقًا مزدوجًا. يشمل التفارق المزدوج مريضين ومهمتين. أحدهما مريض يعاني من عجز في المهمة الأولى ولكنه سليم في المهمة الثانية، بينما المريض الآخر يكون سليمًا في المهمة الأولى وعاجزًا في المهمة الثانية. على سبيل المثال، سيكون المريض «أ» ضعيفًا في قراءة الكلمات المكتوبة لكن فهمه للكلمات المنطوقة يبقى سليمًا، بينما يكون فهم المريض «ب» للكلمات المكتوبة سليمًا لكن فهمه للكلمات المنطوقة ضعيف. يمكن للعلماء تفسير هذه المعلومات لشرح كيفية وجود قالب معرفي واحد لفهم الكلمات. يستنتج الباحثون من دراسات كهذه وجود باحات مختلفة من الدماغ متخصصة بدرجة عالية. يمكن تمييز علم النفس العصبي المعرفي عن علم الأعصاب المعرفي، والذي يهتم أيضًا بالمرضى الذين يعانون من إصابة دماغية، لكنه يركز بشكل خاص على الكشف عن الآليات العصبية الكامنة وراء العمليات المعرفية.

## لمحة تاريخية
تعود جذور علم النفس العصبي المعرفي إلى جوهر المقاربة الخاص بالأمراض اللغوية التي بدأت في النصف الثاني من القرن التاسع عشر. إذ قدم اكتشاف الحبسة الكلامية التي تتخذ عدة أشكال وفقًا لموقع الأذية الدماغية إطارًا مهمًا من أجل فهم وظيفة الدماغ.
في عام 1861، أعلن باول بروكا عن دراسة تشريحية ما بعد الوفاة لمريض حبسة كلامية، إذ كان لا يستطيع التحدث بأي كلمة عدا كلمة واحدة بلا معنى: «تان». أظهر بروكا وجود أذية في باحة من الفص الجبهي الأيسر. كان تان غير قادر على إنتاج الكلمات لكنه كان يستطيع فهمها، ناقش بروكا احتمالية تخصص تلك الباحة بإنتاج الكلمات وأن المهارات اللغوية قد تتموضع في هذه الباحة القشرية الدماغية. أجرى بروكا دراسة مشابهة على مريض آخر، ليلونغ، بعد عدة أسابيع لاحقة. ليلونغ، مثل تان، استطاع فهم الكلمات لكنه استطاع تكرار الخمس كلمات ذاتها فقط. بعد فحص دماغه، لاحظ بروكا وجود آفة لدى ليلونغ في نفس مكان تموضعها لدى مريضه تان. لاحظ أيضًا بعد فحص أكثر من 25 مريض مصاب بالحبسة الكلامية، أن جميعهم أُصيبوا بآفات في الفص الجبهي الأيسر لكن لم يتعرض نصف الكرة المخية الأيمن إلى أية أذية. استنتج من ذلك أن وظيفة الكلام تقع غالبًا في التلفيف الجبهي السفلي لنصف الكرة المخية الأيسر، في باحة تعرف الآن باسم باحة بروكا.
أعلن كارل فيرنيك لاحقًا عن مرضى أصيبوا بأذيات قديمة في الفص الصدغي، إذ استطاعوا التحدث لكنهم لم يتمكنوا من فهم ما قيل لهم، لذا يعتبر ذلك دليلًا على وجود مركزين مترابطين محتملين للغة. ضُمت هذه الأوصاف السريرية إلى نظرية تنظيم اللغة من قبل ليختايم. لاحقًا استُخدمت هذه النماذج وطُورت لإغناء اعتبار ديجرين حول القراءة، ونظرية الفعل الخاصة بليبمان واعتبار ليزاور »1890 «حول التعرف على الأشياء واعتبار ستادلمان وليفاندوفسكي 1908 حول الحساب.
ومع ذلك، شهدت أوائل القرن العشرين ردة فعل فيما يخص الاعتبارات متناهية الدقة التي وضعها أطباء الأعصاب صانعي المخطط. تحدى بيير ماري باستنتاجاته أدلة باحات بروكا السابقة في عام 1906. وهاجم هنري هيد مجال تحديد المواقع الدماغية بأكمله في عام 1926.
نشأ العلم الحديث لعلم النفس العصبي المعرفي في ستينيات القرن التاسع عشر مدعّمًا بآراء أخصائي الأعصاب نورمان جيشويند الذي أظهر أن أراء بروكا وفيرنيك ما زالت مناسبة سريريًا. مثلت «الثورة المعرفية» عاملًا محفزًا آخر، بالإضافة إلى علم النفس المعرفي المتنامي الذي نشأ كردة فعل على السلوكية في منتصف القرن العشرين. أقر علماء النفس في منتصف خمسينيات القرن التاسع عشر أنه يمكن استقصاء بنية نظم معالجة المعلومات الذهنية باستخدام أساليب مقبولة علميًا. إذ طوروا وطبقوا نماذج جديدة للمعالجة المعرفية من أجل شرح البيانات التجريبية ليس فقط من خلال دراسات اللغة والكلام بل أيضًا من خلال دراسات التركيز الانتقائي. طور علماء النفس المعرفي وعلماء النفس العصبي السريري مزيدًا من التعاون البحثي من أجل الحصول على فهمٍ أفضل لهذه الاضطرابات. تجلت نهضة علم النفس العصبي عبر نشر صحيفتين تعاونيتين، مارشال ونيوكومب «1988» عن القراءة، ووارنجتون وشاليس «1969» عن الذاكرة. بعد ذلك، أثبت عمل رواد مثل إليزابيث وارينجتون، وبريندا ميلنير، وتيم شليس، وألان بادلي ولورانس ويسكرانتز أن مرضى الأعصاب كانوا مصدرًا مهمًا لبيانات علم النفس المعرفي.
استغرق الأمر أقل من عقد من أجل إعادة تأسيس علم النفس العصبي بالكامل. عُرفت المزيد من الإنجازات في علم النفس العصبي: إنشاء أول كتاب رئيسي يناقش علم النفس العصبي باستخدام النهج المعرفي، عسر القراءة العميق، في عام 1980 بعد اجتماع علمي حول الموضوع في أكسفورد في عام 1977، وصدور مجلة علم النفس العصبي المعرفي في عام 1984، ونشر أول مرجع لعلم النفس العصبي «علم النفس العصبي المعرفي البشري» في عام 1988.
كانت الذاكرة مجالًا مثيرًا للاهتمام بشكل خاص. إذ كانت بدايات ذلك الاهتمام فيما يخص المرضى المصابين بفقدان الذاكرة الناجم عن أذية الحصين في القشرة المخية والدماغ المتوسط «وبشكل خاص، الأجسام الحلمية». إذ لن يتمكن المريض المصاب بفقدان ذاكرة شديد من تذكر مقابلة الفاحص إذا ما غادر الغرفة وعاد، ناهيك عن أحداث اليوم السابق «الذاكرة العرضية»، لكنه سيبقى قادرًا على تعلم كيفية ربط حذائه «الذاكرة الإجرائية»، وتذكر سلسلة من الأرقام لبضع ثوانٍ «الذاكرة قصيرة الأمد أو الذاكرة العاملة»، وتذكر أحداث تاريخية تعلمها في المدرسة «الذاكرة الدلالية». وعلى النقيض، قد يفقد المرضى قدرات الذاكرة قصيرة الأمد مع الاحتفاظ بوظائف الذاكرة طويلة الأمد. أجريت العديد من الدراسات كتلك في مجال علم النفس العصبي لاختبار الآفات وتأثيرها على باحات معينة من الدماغ وعلى وظيفتها.
يُشار عادةً إلى الدراسات التي أُجريت على مريض فقد الذاكرة هنري مولاسون «يُعرف سابقًا بالمريض إتش. م.» إلى أنها سلف علم النفس العصبي المعرفي الحديث، إن لم تكن بدايته. إذ أُزيلت أجزاء من فصيه الصدغيين الإنسيين جراحيًّا من أجل علاج الصرع المستعصي في عام 1953. استُؤصل جزء كبير من الحصين إلى جانب الفصين الصدغيين الإنسيين. أثبت العلاج نجاحه في الحد من نوبات اختلاجه الخطيرة، لكنه سبب فقدان ذاكرة عميق وانتقائي. بعد الجراحة، استطاع مولاسون تذكر بعض الأحداث الكبيرة، مثل انهيار سوق الأسهم في عام 1929، لكنه كان مرتبكًا بشأن أحداث أخرى ولم يعد بإمكانه تكوين ذكريات جديدة. أظهرت هذه التجربة للعلماء كيفية معالجة الدماغ للأنواع المختلفة من الذاكرة. إذ كانت الجراحة سبب عجز مولاسون، وحُددت الأجزاء التالفة من دماغه، وكانت المعلومات غير المعروفة عادةً في السابق قبل أن يصبح التصوير العصبي الدقيق واسع الانتشار. استنتج العلماء أنه على الرغم من ضرورة الحصين لتكوين ذكريات جديدة. إلا أنه ليس ضروريًا في استرجاع الذكريات القديمة؛ فهما عمليتان منفصلتان. أدركوا أيضًا أن الحصين والفص الصدغي الإنسي، إذ كانت كلا الباحتين التي أُزيلت من مولانسون، مسؤولتين عن تحويل الذاكرة قصيرة الأمد إلى ذاكرة طويلة الأمد.

## الطرق
كان المقاربة المفتاحية المتبعة في علم النفس العصبي المعرفي هي استخدام دراسات الحالات الفردية وتحليلها كوسيلة لاختبار نظريات الوظيفة المعرفية. على سبيل المثال، إذا ذكرت دراسة ما أن القراءة والكتابة هي عبارة عن مهارات مختلفة ناشئة عن عملية معرفية واحدة، فيجب أن يكون من غير الممكن إيجاد شخص، «بعد الأذية الدماغية»، يمكنه الكتابة دون القراءة أو القراءة دون الكتابة. يشير هذا الانهيار الانتقائي في المهارات إلى تخصص أجزاء مختلفة من الدماغ في عمليات مختلفة، وبالتالي تكون النظم المعرفية قابلة للفصل.
كان الفيلسوف جيري فودور مؤثرًا بشكل خاص في علم النفس العصبي المعرفي، خاصةً فيما يخص فكرة أن العقل، أو على الأقل أجزاء معينة منه، يمكن تنظيمها في وحدات مستقلة. تدعم الأدلة الخاصة بتأذي المهارات المعرفية بشكل مستقل هذه النظرية إلى حدٍ ما، على الرغم أنه من الواضح أن بعض جوانب العقل «مثل الاعتقاد» غير قابلة لأن تكون في وحدات. يرفض فودور، وهو وظائفي صارم، فكرة تأثير الخصائص العصبية للدماغ على خصائصه المعرفية، ويشك في علم النفس العصبي المعرفي بأكلمه.
مع تقنيات التصوير العصبي المحسنة، أصبح بالإمكان ربط أنماط العجز المختلفة بمعرفة الأجزاء المتأذية من الجهاز العصبي بالضبط، ما يسمح باكتشاف العلاقات الوظيفية غير المكتشفة سابقًا «طريقة الآفة». يستخدم علم النفس العصبي المعرفي المعاصر العديد من تقنيات وتكنولوجيا العلوم المستخدمة في النطاق الأوسع لعلم النفس العصبي والمجالات مثل علم الأعصاب المعرفي. قد تضم هذه الاختبارات التصوير العصبي، والفيزيولوجيا الكهربائية، والاختبارات العصبية النفسية من أجل قياس وظيفة الدماغ أو الأداء النفسي. تشمل التكنولوجيا المفيدة في علم النفس العصبي المعرفي كلًا من التصوير المقطعي بالإصدار البوزيتروني «بّي إي تي»، والتصوير بالرنين المغناطيسي الوظيفي «إف إم آر آي». يستشعر التصوير «بّي إي تي» الإشعاع منخفض المستوى في الدماغ لينتج صورًا ثلاثية الأبعاد، بينما يعمل «إف إم آر آي» على إشارة مغناطيسية ويُستخدم من أجل «رسم خريطة للدماغ». يسجل تخطيط كهربائية الدماغ «إي إي جي» النشاط الكهربائي للدماغ ويحدد التغيرات التي تحدث خلال أجزاء من الثانية. ويستخدم «إي إي جي» غالبًا عند مرضى الصرع للكشف عن نشاط نوبة الاختلاج.
طُبقت مبادئ علم النفس العصبي المعرفي مؤخرًا في الاضطراب النفسي، بهدف فهم، على سبيل المثال، ما قد تخبرنا به دراسة الوُهام عن وظيفة الاعتقاد الطبيعي. يُعرف هذا المجال الصغير نسبيًا باسم الطب النفسي العصبي المعرفي.